# Crosstalk
Em cabeamento estruturado, crosstalk ou diafonia é a interferência indesejada que um canal de transmissão causa em outro. Foi observado pela primeira vez durante a Segunda Guerra Mundial, devido à grande quantidade de transmissões que eram feitas na época. Assim, podemos dizer que a diafonia nada mais é que a tendência do sinal de um par de fios ser induzido por um outro par adjacente e paralelo. Essa interferência é criada por um curto-circuito ou a junção indutiva entre essas duas linhas independentes.
Em eletrônica, crosstalk é qualquer fenômeno em que um sinal transmitido em um circuito ou canal de um sistema de transmissão cria um efeito indesejado em outro circuito ou canal. Crosstalk é normalmente causado por capacitâncias, indutâncias ou conexão condutiva com um circuito ou canal — todas indesejadas.

## Em Cabeamento
Em cabeamento estruturado, crosstalk se refere à interferência eletromagnética de um par de cabos trançados (twisted pair) para outro, normalmente paralelos um ao outro.
Near end crosstalk (NEXT)NEXT é uma medida da habilidade de um cabo rejeitar o crosstalk.